# The November Man
The November Man (La conspiración de noviembre en España, El aprendiz en Hispanoamérica) es una película de 2014 basada en la novela de Bill Granger There Are No Spies. Protagonizada por Pierce Brosnan, Luke Bracey y Olga Kurylenko, con guion de Michael Finch y Karl Gajdusek, está dirigida por Roger Donaldson, que anteriormente había trabajado con Brosnan en Dante's Peak.

## Argumento
En 2008, el agente de la CIA Peter Devereaux supervisa a un joven operativo, David Mason, durante una misión de protección en Montenegro. Mason desobedece las órdenes de Devereaux de no disparar. Él dispara y mata a un asesino, pero también mata a un niño.
Cinco años después, Devereaux se jubila en Lausana, Suiza. Su antiguo jefe, John Hanley, llega y lo convence de extraer a Natalia Ulanova, la ayudante del presidente electo ruso y del exgeneral del ejército Arkady Fedorov. Ulanova irrumpe en la caja fuerte de Fedorov y copia fotos antiguas que representan sus crímenes de guerra. Ella se pone en contacto con el equipo de extracción de la CIA y escapa. Fedorov alerta al FSB, que la persigue por las calles de Moscú hasta que Devereaux la rescata. Ella le da un nombre, Mira Filipova, que él le transmite a Hanley. El equipo de la CIA, coordinado por Hanley, desconoce la presencia de Devereaux.
El jefe de la estación, Perry Weinstein, da la orden de matar a Ulanova, lo que hace Mason. Una moribunda Ulanova le entrega a Devereaux su teléfono que contiene las fotos. Cuando el equipo de la CIA abandona el estacionamiento, Devereaux mata a todos en el escuadrón hasta que se enfrenta a Mason a punta de pistola. Los dos se separan sin disparar. Se revela que Devereaux y Ulanova estuvieron involucrados antes. Hanley es detenido para ser interrogado.
Mientras tanto, el periodista del New York Times Edgar Simpson rastrea a la trabajadora de casos de refugiados Alice Fournier y solicita su ayuda para escribir una exposición de los crímenes de guerra de Fedorov durante la segunda guerra chechena. Alexa, una asesina, llega a Belgrado y descubre que Fournier se encontrará con Simpson en un café. Devereaux también llega a Belgrado, se dirige a la casa de Hanley y encuentra a Fournier como el único contacto conocido de Filipova. Llega al café y rescata a Fournier del equipo de Alexa y Mason.
Fournier dice que Filipova fingió que Federov estaba mudo. En realidad, ella hablaba ruso y escuchó las conversaciones de Fedorov, incluida la conspiración de la 'falsa bandera' para bombardear un edificio del ejército ruso para iniciar la guerra y la incautación de campos petroleros chechenos. Un antiguo asociado de Fedorov, Denisov, confirma la conspiración y revela la participación de la CIA. Devereaux envía a Fournier lejos.
Fedorov llega a Belgrado para una conferencia energética. Fournier se encuentra con Simpson en su departamento, donde Alexa los ataca y lo mata; pero Fournier escapa. Devereaux se infiltra en el sitio de la CIA donde Hanley está detenido; y Hanley afirma que Weinstein ayudó a Fedorov y revela que Fournier es en realidad Filipova. Mason también descubre que la verdadera Fournier murió hace años y Filipova le robó su identidad. Filipova, disfrazada de prostituta, va a la habitación de hotel de Fedorov. Se revela que su familia fue asesinada frente a ella por Federov, quien la violó más tarde. Ella sorprende a Federov pero no puede matarlo. Cuando la domina, Devereaux sube las escaleras del hotel, dispara a los guardaespaldas y la salva.
Devereaux interroga a Federov, exigiendo saber el nombre del agente de la CIA involucrado en la operación. Federov, filmado por el teléfono de Filipova, admite que fue Hanley, no Weinstein; y Filipova lo confirma. Mason llega al hotel, pero Devereaux y Filipova escapan después de noquear a Mason y le deja la confesión registrada de Fedorov. Sin embargo, cuando Mason y Celia llegan a Langley para presentar la evidencia, se dan cuenta de que Weinstein ha sido reemplazado por Hanley.
Devereaux llama a Lucy, su hija y la de Ulanova; Hanley contesta el teléfono, habiéndola secuestrado. Devereaux convence a Filipova de ir a una estación de tren y esperarlo. Allí, ella va a una computadora pública para escribir su historia sobre Fedorov. Devereaux se reúne con Hanley y Mason, declarando que la estará esperando en una estación de autobuses. Mason tiene la tarea de ir a recuperarla. Alexa encuentra a Filipova en la estación; pero ella queda inconsciente por ella, quien regresa, termina de escribir y la envía a la prensa. Hanley revela su intención de chantajear a Federov después de convertirse en presidente, obligando a Rusia a unirse a la OTAN contra Oriente Medio. Celia, la socia de Mason en la CIA, encuentra la ubicación de los secuestradores y rescata a Lucy. Regresa con Hanley y ayuda a Devereaux a matar a los hombres de Hanley y a someter a este. Devereaux se une con Lucy y Filipova y se van en el tren.
Más tarde, Filipova testifica en la Corte Penal Internacional contra Fedorov, anulando su candidatura. Fedorov luego recibe un disparo en la cabeza por un francotirador desconocido.

## Elenco
- Pierce Brosnan como Peter Devereaux.
- Luke Bracey como David Mason.
- Olga Kurylenko como Alice Fournier/Mira Filipova.
- Eliza Taylor como Sarah.
- Caterina Scorsone como Celia.
- Bill Smitrovich como John Hanley.
- Will Patton como Perry Weinstein.
- Amila Terzimehić como Alexa.
- Lazar Ristovski como el presidente Arkady Federov.
- Mediha Musliovic como Natalia Ulanova.
- Akie Kotabe como Meyers.
- Patrick Kennedy como Edgar Simpson.
- Dragan Marinkovic como Denisov.
- Ben Willens como el agente Jones.

## Producción

### Desarrollo
Cuando Pierce Brosnan renunció a interpretar el papel de James Bond en 2005, se informó de que junto a su compañero de negocios, Beau St. Clair, a través de su compañía Irish DreamTime, produciría un thriller basado en la novela de Bill Granger, The November Man.

### Preproducción
Ocasionalmente, en 2012 se informó de que Brosnan había empezado el proyecto con Dominic Cooper.

## Música
El 3 de diciembre de 2013 se anunció que Marco Beltrami sería el compositor de la banda sonora de la película.

## Estreno
La película se estrenó el 27 de agosto de 2014. Previamente, el primer tráiler se estrenó el 6 de junio en todo el mundo.

## Acogida
La película recibió críticas negativas. En Rotten Tomatoes obtuvo un 35% basado en 115 críticas, con una puntuación de 4,5/10. En Metacritic obtuvo un 38% basado en 31 críticas.

## Secuela
El 12 de junio de 2014, se reveló que la producción de Sriram Das, Das Films, comisionaron una secuela. El 20 de agosto, Brosnan en el The Tonight Show Starring Jimmy Fallon anunció que había una secuela en progreso, y que Relativity Media pronto abriría una preproducción.